# Eventyret om den dårlige samvittighed
Eventyret om den dårlige samvittighed er en dansk animationsfilm fra 2005 med instruktion og manuskript af Jannik Hastrup.

## Handling
Efter Den Store Krig havde alle kongerne rigtig dårlig samvittighed. De indsamlede i fællesskab deres dårlige samvittighed og lavede et smukt guldæg ud af den. Men ingen ønskede at beholde ægget, selv om det var meget smukt. Så de anbragte det i landet, der blev regeret af "The Little Crooked King".